# 山中伸弥
山中 伸弥（やまなか しんや、1962年〈昭和37年〉9月4日 - ）は、日本の医師、医学者。学位は医学博士（大阪市立大学大学院・1993年）。京都大学iPS細胞研究所名誉所長・教授。
カリフォルニア大学サンフランシスコ校グラッドストーン研究所上席研究員。日本学士院会員。
大阪府枚岡市（現・東大阪市）出身。再生医学を大きく飛躍させる人工多能性幹細胞（iPS細胞）の作製技術を確立した。「成熟細胞が初期化され多能性をもつことの発見」により、2012年のノーベル生理学・医学賞をジョン・ガードンと共同受賞した。
その他称号としては京都市名誉市民、東大阪市名誉市民、奈良先端科学技術大学院大学栄誉教授、広島大学特別栄誉教授、ロックフェラー大学名誉博士、香港大学名誉博士、香港中文大学名誉博士などを有する。文化勲章受章者。

## 経歴

### 生い立ち - 学生時代
大阪府枚岡市（現・東大阪市枚岡地区）に生まれる。小学校は当初、東大阪市立枚岡東小学校 に通っていたが、奈良県奈良市に転居した小学4年生からは奈良市立青和小学校 に通っている。その後は大学1年生まで学園前で暮らしている。
大阪教育大学附属天王寺中学校 へ進学。中学3年で生徒会副会長を務めている。その時の生徒会長は長じて近畿大学理事長や経済産業大臣を務めることになる世耕弘成であった。中学時代に柔道を始めており、高校から大学2年まで取り組み、高校時代に二段を取得している。なお、山中と世耕は自宅も近く、中学高校の6年間を同級生の親友として過ごしており、同じ電車で通学していた。高校では世耕も柔道部に入部し、共に打ち込んだという。
大阪教育大学教育学部附属高等学校天王寺校舎）へ進学。友人と「枯山水」というバンドを組んで熱中した。この頃、父から医師になることを勧められたものの、将来の進路に迷っていた。しかし徳田虎雄の著書『生命だけは平等だ』を読み、徳田の生き方に感銘を受けて医師になることを決意したという。
大学は神戸大学医学部医学科へ進学。大学3年からはラグビーを始めている。

### 臨床医志望から研究者志望へ
神戸大学医学部医学科を卒業後、国立大阪病院整形外科で臨床研修医として勤務。学生時代、柔道やラグビーで10回以上骨折するなどケガが日常茶飯事であったため整形外科の道を選んだが、研修では本人曰く「この世の物とは思えないくらい怖い先生」が待ち受けていて、他の医者と比べて技術面において不器用であったことから、指導医からは時に罵倒され、周囲から「レジスタント」「ジャマナカ」と揶揄されることもあり、「向いていない」と痛感したという。重症になったリウマチの女性患者を担当し、患者の全身の関節が変形した姿を見てショックを受け、重症患者を救う手立てを研究するために研究者を志すようになった。

### iPS細胞の研究
すぐに新しいことをやりたくなる飽きやすい性格であるといい、整形外科の仕事を単調に感じてしまったこともあり、病院を退職、1989年（平成元年）に大阪市立大学大学院に入学。山本研二郎が教授を務めていた薬理学教室で、三浦克之講師の指導の下、研究を開始。当初はいずれ臨床医に戻るつもりだったという（実際に1991年途中から1992年途中までの約半年間、同大学の関連病院である田辺中央病院で週1回、午前中外来、午後に手術を行っていた）。指導教官の三浦は「非常に優秀ながら時間を効率的に使い、適当な時間になると研究を切り上げ帰宅していた。誰にでも好かれるさわやかな性格だった。」と述懐する。1993年、論文 "Putative Mechanism of Hypotensive Action of Platelet-Activating Factor in Dogs"（「麻酔イヌにおける血小板活性化因子の降圧機序」）を提出し、博士（医学）の学位を取得。しかし、学位取得後は、どうやったら人の3倍研究できるかを考えて研究に従事。ほとんど寝ずに研究を行うことも多く、ハードワークでは誰にも負けない自信があったという。
科学雑誌上のあらゆる公募（本人によると30件以上）に応募し、採用されたカリフォルニア大学サンフランシスコ校グラッドストーン研究所へ博士研究員として留学。トーマス・イネラリティ教授の指導の下、iPS細胞研究を始める。
その後、帰国して日本学術振興会特別研究員 (PD) を経たのち、日本の医学界に戻り、岩尾洋教授の下、大阪市立大学薬理学教室助手に就任。しかし、（就任直後当時の）研究環境の米国との落差に悪戦苦闘の日々が始まるようになる。アメリカ合衆国と異なりネズミの管理担当者がおらず、ネズミの管理に忙殺された。また当時としてはiPS細胞の有用性が医学研究の世界において重視されておらず、すぐに役立つ薬の研究をしなかったため、周囲の理解を得られずに批判される毎日が続き、半分うつ病状態になった。本人は当時のこの状態をPAD（Post America Depression=米国後うつ状態)と呼ぶ。基礎研究を諦め、研究医より給料の良い整形外科医へ戻ろうと半ば決意した中、科学雑誌で見つけた奈良先端科学技術大学院大学の公募に「どうせだめだろうから、研究職を辞めるきっかけのために。」と考え、応募したところ、採用に至り、アメリカ時代と似た研究環境の中で再び基礎研究を再開した。奈良先端大では毎朝構内をジョギングして、体調管理に努めた。
2003年から科学技術振興機構の支援を受け、5年間で3億円の研究費を得て、研究に従事。研究費支給の審査の面接をした岸本忠三は「うまくいくはずがないと思ったが、迫力に感心した。」という。奈良先端科学技術大学院大学でiPS細胞の開発に成功し、2004年（平成16年）に京都大学へ移った。2007年8月からはカリフォルニア大学サンフランシスコ校グラッドストーン研究所上級研究員を兼務、同研究所に構えた研究室と日本を月に1度は往復して、研究を行う。

### iPS細胞の開発
2006年（平成18年）8月25日の米学術雑誌セルに京都大学再生医科学研究所教授である山中と特任助手だった高橋和利（現、講師）らによる論文が発表された。論文によると山中らはマウスの胚性繊維芽細胞に4つの因子 (Oct3/4, Sox2, c-Myc, Klf4) を導入することで ES細胞のように分化多能性を持つマウス人工多能性幹細胞（iPS細胞：induced pluripotent stem cell）を作成した。この作成には、高橋和利と共に山中伸弥研究室の第一期の博士号取得者であった徳澤佳美が奈良先端科学技術大学院大学において山中伸弥の下で作成していたFbx15ノックインマウスの存在が、同じく徳澤佳美が見つけていたKlf4の知見と共に重要であったと山中伸弥は回顧している。
2007年（平成19年）11月21日、山中のチームはさらに研究を進め、人間の大人の皮膚に4種類の発癌遺伝子などの遺伝子を導入するだけで、ES細胞に似たヒト人工多能性幹 (iPS) 細胞を生成する技術を開発、論文として科学誌セルに発表し、世界的な注目を浴びた。
また同日、世界で初めてヒト受精卵から ES細胞を作成したウィスコンシン大学教授のジェームズ・トムソンも、山中のマウスiPS細胞生成の研究成果を基に、人間の皮膚に発癌遺伝子などの4種類の遺伝子を導入する方法でヒトiPS細胞を作製する論文を発表した。
これらの功績により、韓国のソウル大学校教授黄禹錫の論文捏造によって一時停滞していた幹細胞研究が、一気に進むことが期待されている。アメリカ合衆国大統領ジョージ・W・ブッシュは、研究が発表された2007年11月21日、すぐさまウィスコンシン大学の研究に支持を表明するなど世界中で注目を集めた。日本政府も、同年11月23日、5年で70億円を支援することを決定し、同年11月28日には総合科学技術会議で当時の内閣総理大臣福田康夫は資金支援強化を表明した。

### iPS細胞の研究資金募金活動と趣味のマラソン
マラソンを趣味とし、奈良先端科学技術大学院大学時代は毎朝構内をジョギング、京都大学に移ってからも鴨川沿いを昼休みに30分走る。日本に寄付文化を根付かせることを目的に、寄付募集のためのマラソン大会出場も恒例となっていて、2012年（平成24年）3月11日の京都マラソンで山中自身が完走することを条件に クラウドファンディングと呼ばれる募金方法によるiPS基金へ寄付を呼びかけたところ、金額は1000万円以上の寄付が集まった。マラソンは4時間29分53秒で完走した。なお山中の研究グループには2007年度から2011年度の研究予算として6億円以上が日本学術振興会より拠出されている。2013年10月27日の第3回大阪マラソンに再び募金活動を支援する「チャリティーアンバサダー」として出場。4時間16分38秒で完走した。2015年の京都マラソンでは3時間57分31秒でサブ4を達成した。さらに2017年の京都マラソンでは54歳で3時間27分45秒、2018年の別府大分毎日マラソン大会では55歳で3時間25分20秒と自己ベストを更新した。

### ノーベル賞受賞後
受賞の報せを受けた当日のインタビューで「自宅の洗濯機の修理をしている最中に報せが入った」と語っていたことから、文部科学大臣田中眞紀子の提案で、2012年10月19日には野田内閣が閣僚懇談会でノーベル賞受賞の祝い金として洗濯機購入費16万円を贈ることを決定している。
安倍内閣の文部科学相下村博文は山中伸弥京都大教授の表敬訪問を受けた2013年（平成25年）1月10日には、iPS細胞研究に対して今後10年で1100億円規模の長期的な支援を行う意向を表明している。
2020年（令和2年）3月13日、2019新型コロナウイルスによる急性呼吸器疾患について
個人の活動として
「山中伸弥による新型コロナウイルス情報発信」 を開設した

。
2010年には京都大学に新設されたiPS細胞研究所（CiRA。サイラ）の所長に就任、6期（12年）にわたりiPS研究の指導・支援を担った。2022年に所長を退任、CiRA教授・主任研究者として研究の第一線に復帰した。

## 家庭

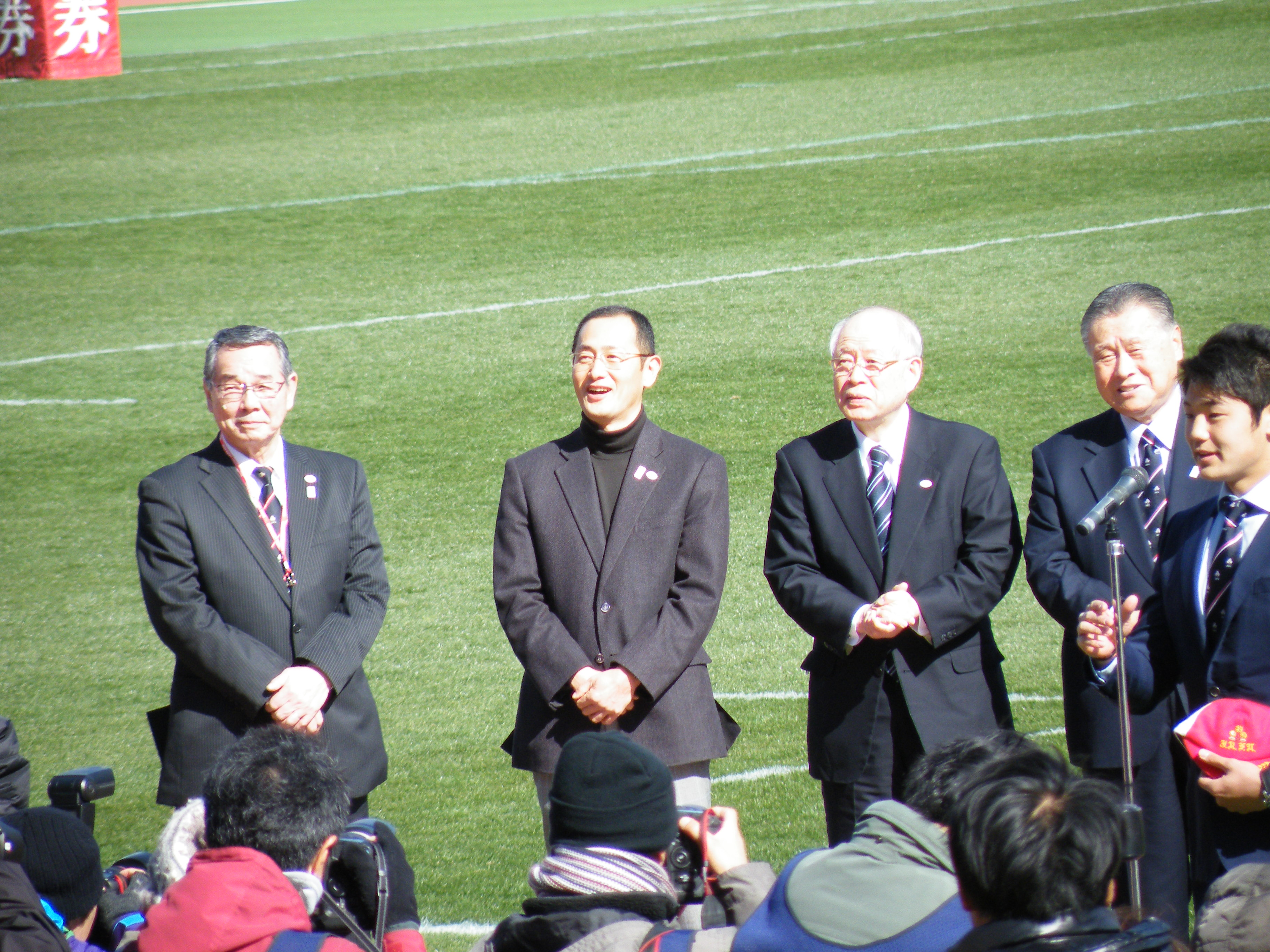
第50回日本ラグビーフットボール選手権大会の式典に参加する山中教授と野依良治教授

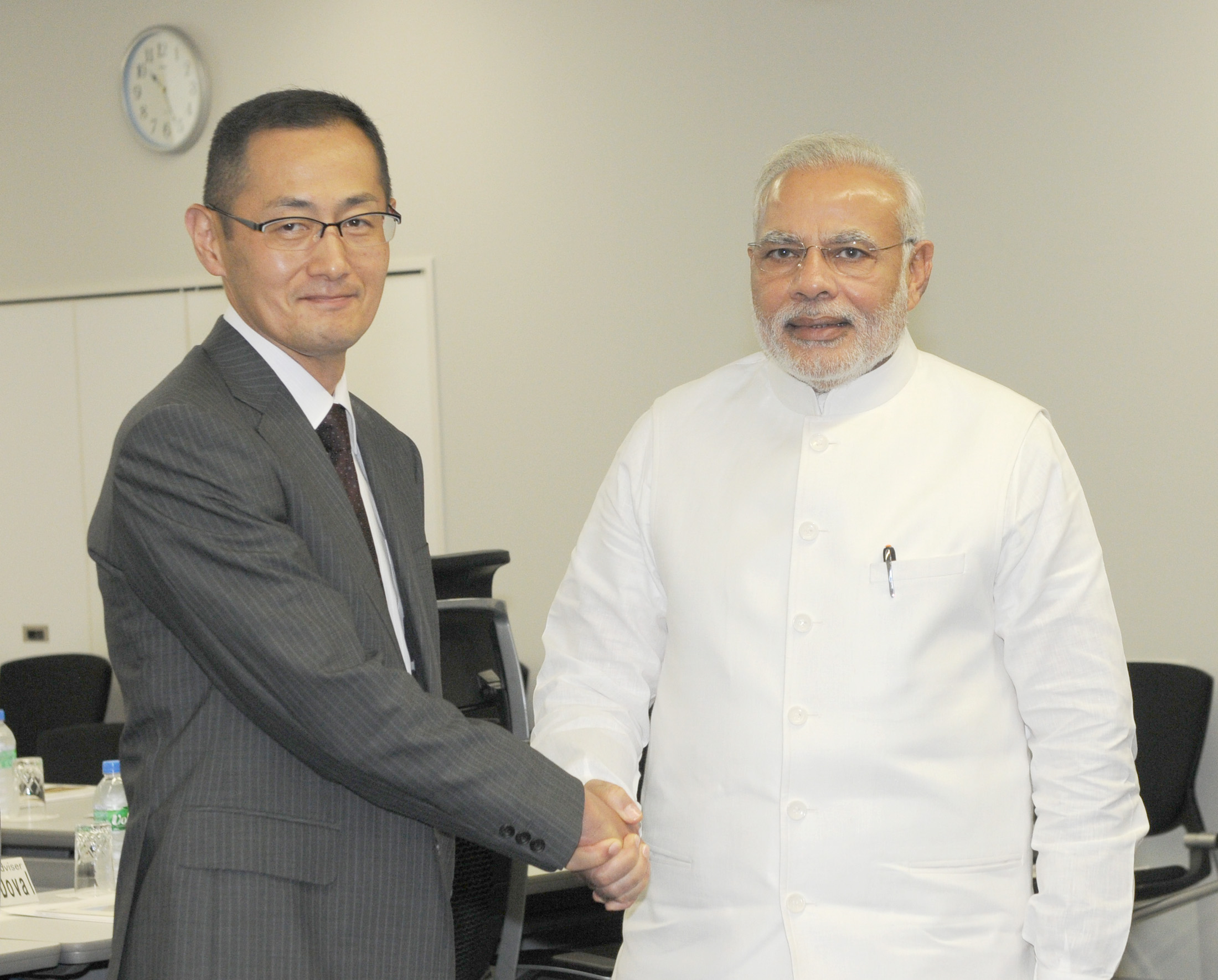
インドの首相ナレンドラ・モディと山中教授

- 父・山中章三郎は同志社工業専門学校（現・同志社大学理工学部）を卒業後、父方の祖父・山中熊吉が創業したミシン部品を作る町工場「山中製作所」を経営していた[10] が、肝炎を患い58歳で死去[38]。伸弥に対しては放任主義だったが、体力作りとして柔道を勧め、自身の病気（仕事中に飛び散った金属片が骨に刺さったことによる骨髄炎）から医師になることを勧めた[8]。
- 母方の実家・須貝家は大阪で溶接工場を経営していたが、太平洋戦争により焼失。戦後は大分県別府市に移住し、土産用の菓子の製造販売をしていた[39]。結婚後は夫の工場の経理を担当し、共働き[40]。
- 8歳上の姉がいる[8]。
- 中学・高校の同級生で高校1年時から交際していた皮膚科医の山中知佳との間に、娘が2人いる[41]。娘は二人とも医師[42]。
- ノーベル賞の受賞に際しては、81歳になる母に受賞を報告できてよかったと述べた[43]。

## 事件
- iPS細胞研究所の附属動物実験施設で、2011 - 13年、飼育室などで管理されていた実験用の遺伝子組み換えマウスが施設内の別の部屋で見つかり、2013年の年末に文部科学省が京大に対して口頭で厳重注意を行った。2014年の3月にこの件で謝罪会見を行った。マウスの施設外への逃亡は確認されなかった[44]。
- STAP細胞問題が社会的な大騒動となっていた2014年の5月1日に、新潮社が、週刊新潮のゴールデンウィーク特大号の目玉記事として、2000年にEMBO Journal誌に発表された論文についての指摘を報道した[45]。この指摘は、STAP騒動の中で知名度を高めていた11jigenが2013年に自身のブログで「捏造指摘ではない」という言葉とともに記載していたものであり[46]、元ネタは2ちゃんねるのスレッド「捏造、不正論文 総合スレネオ2」の240番目のレス（2013年3月30日）と511番目のレス（2013年4月6日）である。広報が指摘を認識していたため事前に調査を済ませていたiPS細胞研究所は、新潮社から連絡されたのを受けて週刊新潮が発売される直前に記者会見を行い、山中が捏造や改竄を行ったとは認定されなかったことを発表した。ただし、14年前の実験ノートの一部が見つからなかったことについて山中は謝罪した[47][48][49][50][51][52]。謝罪会見の後に、11jigenはこの指摘をしたのは匿名Aだとツイートし[53]、2ちゃんねるで指摘したとされた匿名Aは、ウェブサイト「日本の科学を考える」の中の「捏造問題にもっと怒りを」というトピック[54] において、なぜ謝罪する必要があるのか分からないと言及した。論文を掲載したEMBO Journal誌は不正なしの見解を支持した[55]。この指摘の妥当性や、14年前の実験ノートの保管の不備に謝罪がなされたことについては一部の研究者から疑問が呈され、九州大学の中山敬一教授などは「言いがかり」と批判した[56][57]。一方、ディオバン事件が発覚する契機を作った由井芳樹助教授が、指摘された図7Bの右側の8つの標準偏差の一致は非常に奇妙だとInternational Journal of Stem Cells誌で主張した[58]。ただし、11jigenは、図7BについてはExcel操作のうっかりミスの可能性があると述べている[59]。山中は2014年の新経済連盟イノベーション大賞の授賞式や2016年の近畿大学の卒業式で、この謝罪会見がマウス管理不備の謝罪会見と共に辛かったことを言及した[60][61]。iPS細胞研究所の年報やニュースレターには、この謝罪会見の報道が行われたことが伏せられずに記載されている[62]。
- 共著者になっていた2報の論文に研究不正があったとの認定が2015年に熊本大学から発表されたが、山中の研究不正への関与は認められなかった[63]。
- iPS細胞研究所の特定拠点助教が研究不正行為を行ったことが2018年1月に認定された。その監督責任で処分されるとともに、当面の給与を自主返上した[64]。

## 略歴
- 1975年（昭和50年）
  - 3月 - 奈良市立青和小学校卒業[65]
- 1978年（昭和53年）
  - 3月 - 大阪教育大学附属天王寺中学校卒業（第29期）[6]
- 1981年（昭和56年）
  - 3月 - 大阪教育大学教育学部附属高等学校天王寺校舎卒業（第23期）[6]
- 1987年（昭和62年）
  - 3月 - 神戸大学医学部医学科卒業
  - 4月 - 大阪市立大学医学部整形外科学教室入局[66]
  - 7月 - 国立大阪病院臨床研修医（1989年6月まで）
- 1989年（平成元年）
  - 4月 - 大阪市立大学大学院医学研究科薬理学専攻博士課程入学
- 1993年（平成05年）
  - 3月 - 大阪市立大学大学院医学研究科薬理学専攻博士課程修了、博士（医学）
  - 4月 - カリフォルニア大学サンフランシスコ校 (UCSF) グラッドストーン研究所 (Gladstone Institute) 博士研究員
- 1996年（平成08年）
  - 1月 - 日本学術振興会特別研究員
  - 10月 - 大阪市立大学医学部助手（薬理学教室）
- 1999年（平成11年）
  - 12月 - 奈良先端科学技術大学院大学遺伝子教育研究センター助教授（動物分子工学部門）
- 2003年（平成15年）
  - 9月 - 奈良先端科学技術大学院大学遺伝子教育研究センター教授（動物分子工学部門）
- 2004年（平成16年）
  - 10月 - 京都大学再生医科学研究所教授（再生誘導研究分野）（2005年3月まで奈良先端科学技術大学院大学遺伝子教育研究センター教授兼任）
- 2005年（平成17年）
  - 4月 - 奈良先端科学技術大学院大学大学院バイオサイエンス研究科客員教授（2007年3月まで）
- 2007年（平成19年）
  - 8月 - カリフォルニア大学サンフランシスコ校 (UCSF) グラッドストーン研究所上級研究員 (Senior Investigator)
  - 9月 - カリフォルニア大学サンフランシスコ校解剖学教授
- 2008年（平成20年）
  - 1月 - 京都大学物質-細胞統合システム拠点iPS細胞研究センター長
- 2010年（平成22年）
  - 4月 - 京都大学iPS細胞研究所所長
  - 9月 - 奈良先端科学技術大学院大学栄誉教授
- 2012年（平成24年）
  - 6月 - 国際幹細胞学会 (ISSCR) 理事長
  - 10月 - ノーベル生理学・医学賞受賞発表
  - 12月 - ノーベル生理学・医学賞授賞式
- 2016年（平成28年）
  - 3月 - 広島大学特別栄誉教授
- 2017年（平成29年）
  - 9月 - 2025年国際博覧会誘致特使[67]
- 2019年（令和元年）
  - 8月 - こども本の森 中之島名誉館長[68]
  - 9月 - 一般財団法人 京都大学iPS細胞研究財団 代表理事[69]
- 2020年（令和02年）
  - 4月 - 公益財団法人 京都大学iPS細胞研究財団 理事長[70]（現任中[1]）
- 2022年（令和04年）
  - 4月 - 12年間務めた京都大学iPS細胞研究所の所長職を退き、現 名誉所長[1]

## 学術賞
- 2004年（平成16年度）
  - 第10回 ゴールド・メダル「東京テクノ・フォーラム21賞」：「初期胚の分化や腫瘍形成を調節する因子の発見と再生医療への応用」
- 2006年（平成18年度）
  - 第3回 日本学術振興会賞：「細胞の核を初期化する遺伝子の解析と多分化能を持つ幹細胞の樹立」
- 2007年（平成19年度）
  - 第25回 大阪科学賞：「細胞核を初期化する遺伝子の同定と多能性幹細胞の樹立」
  - 朝日賞「万能細胞作製に関する新手法の開発と実証」[71]
  - 井上学術賞
  - マイエンブルク賞：Meyenburg Award 2007 [Meyenburg Foundation / German Cancer Research Center (DKFZ)]
- 2008年（平成20年度）
  - 科学技術特別賞
  - 上原賞（多能性幹細胞の維持と誘導に対し）[72]
  - 山崎貞一賞（多能性幹細胞の維持と誘導）[73]
  - 島津賞（人工多能性幹細胞による生体反応予想に対し:日本生化学会推薦）[74]
  - 武田医学賞（多能性幹細胞の維持と誘導）[75]
  - 中日文化賞[76]
  - マスリー賞
  - ローゼンスティール賞
  - ロベルト・コッホ賞[77]
  - ショウ賞（生命科学・医学部門）：人工多能性幹細胞（iPS細胞）の研究[78]
  - 高峰記念第一三共賞
- 2009年
  - ガードナー国際賞
  - アルバート・ラスカー基礎医学研究賞（ジョン・ガードンとの共同受賞）
- 2010年
  - 日本学士院賞・恩賜賞
  - 発生生物学マーチ・オブ・ダイムズ賞
  - トムソン・ロイター引用栄誉賞[79]
  - 京都賞先端技術部門
  - バルザン賞
  - ウルフ賞医学部門:「人工多能性幹細胞（iPS細胞）研究への革新的な貢献」（ルドルフ・イエーニッシュとの共同受賞）
  - キング・ファイサル国際賞[80]
  - オールバニ・メディカルセンター賞[81]
- 2011年
  - ウォーレン賞
- 2012年
  - ミレニアム技術賞
  - ノーベル生理学・医学賞（ジョン・ガードンとの共同受賞）[82][83]
- 2013年
  - 生命科学ブレイクスルー賞 (Breakthrough Prize in Life Sciences)[84][85]

## 栄典・顕彰
- 2008年
  - 紫綬褒章[86]
  - The 2008 TIME 100 - The World's Most Influential People（世界で最も影響力のある100人）
- 2010年
  - 京都市市民栄誉賞
  - 文化功労者[87]
- 2011年 米国科学アカデミー外国人会員
- 2012年
  - 文化勲章[88]
  - 京都府特別栄誉賞
- 2013年
  - 東大阪市名誉市民
  - 京都市名誉市民

## 著作

### 主要論文
- Takahashi, K.; Yamanaka, S. (2006). “Induction of Pluripotent Stem Cells from Mouse Embryonic and Adult Fibroblast Cultures by Defined Factors”. Cell 126 (4):  663. doi:10.1016/j.cell.2006.07.024. ISSN 0092-8674. PMID 16904174.

2006年にセルに掲載された論文。マウスの細胞から多能性幹細胞を作成することに成功したことを報告したもの。2012年のノーベル賞受賞の直接のきっかけとなった論文。細胞分化の過程が一方向性ではなく、逆戻りが可能な過程であること、すなわち細胞が多能性を持っていることを実証した報告。セルは（遅延型の）オープンアクセス雑誌なので、リンク先で論文全文を読むことができる。京都大学の機関リポジトリ「KURENAI」でも当論文本文のコピーが公開されている（hdl:2433/159777）。
- Takahashi, K.; Tanabe, K.; Ohnuki, M.; Narita, M.; Ichisaka, T.; Tomoda, K.; Yamanaka, S. (2007). “Induction of Pluripotent Stem Cells from Adult Human Fibroblasts by Defined Factors”. Cell 131 (5):  861–872. doi:10.1016/j.cell.2007.11.019. PMID 18035408.

2007年にセルに掲載された論文。上記のマウスで成功した方法を、ヒトに応用し、成功したことを報告したもの。成人のヒトの皮膚の細胞から多能性幹細胞を作成することに成功したことを報告した。この報告はヒトにおける再生医療（自分の体の一部から移植用の臓器を作成する、すなわち皮膚から肝臓を作成する等）の具体的実現可能性を示した報告として、社会的にも大きい注目を浴びる。
- Aoi T, Yae K, Nakagawa M, Ichisaka, T., Okita, K., Takahashi, K., Chiba, T., Yamanaka, S. (2008). “Generation of pluripotent stem cells from adult mouse liver and stomach cells”. Science 321 (5889):  699–702. doi:10.1126/science.1154884. PMID 18276851.

2008年にサイエンスに掲載された論文。大人のマウスの肝臓と胃の細胞から、多能性幹細胞を作成することに成功したことを報告したもの。この論文は日本語訳されたものを読むことができる。
- 人工多能性幹細胞 - 2008年にサイエンスに掲載された山中の論文と2007年にセルに掲載されたジェイムズ・トムソンの論文の日本語訳

- 山中伸弥「iPS細胞の可能性と課題」『日本内科学会雑誌』第98巻第9号、日本内科学会、2009年、2141-2145頁、doi:10.2169/naika.98.2141。
- 山中伸弥、iPS細胞研究の進展 日本消化器内視鏡学会雑誌 2012年 54巻 Supplement2号 p. 2604, doi:10.11280/gee.54.2604
- 舟越俊介、山中伸弥、吉田善紀、日本で開発された細胞：iPS細胞 循環器専門医 2015年 23巻 2号 p. 299-304, doi:10.1253/jjcsc.23.2_299

2009年に山中が日本語で書いたiPS細胞についての簡潔な解説。リンク先で無料で読める。
- 国立情報学研究所収録論文 - 国立情報学研究所

### 書籍
専門書籍
- 『細胞工学 26- 5』（著者:山中伸弥）（2007年4月21日、学研メディカル秀潤社）ISBN 9784879624727
- 『実験医学 Vol.26 No.5　再生医療へ進む最先端の幹細胞研究─注目のiPS・ES・間葉系幹細胞などの分化・誘導の基礎と, 各種疾患への臨床応用』〈26-05 実験医学 増刊〉（編集:山中伸弥 中内啓光）（2008年3月13日、羊土社）OCLC 229850039。ISBN 4-7581-0289-9、ISBN 978-4-7581-0289-6
- 『iPS細胞の産業的応用技術』（監修:山中伸弥）（2009年9月17日、シーエムシー出版 CMC books）OCLC 437307425。ISBN 4-7813-0122-3、ISBN 978-4-7813-0122-8
- 『再生医療生物学 現代生物科学入門 7』（著者:阿形清和 中内啓光 山中伸弥 岡野栄之 大和雅之、編集:浅島誠 黒岩常祥 小原雄治）（2009年12月10日、岩波書店）OCLC 676343311。ISBN 4-00-006967-5、ISBN 978-4-00-006967-0
- 『幹細胞 再生医療叢書 1』（監修:日本再生医療学会、編集:山中伸弥 中内啓光）（2012年10月20日、朝倉書店）OCLC 840425058。ISBN 4-254-36071-1、ISBN 978-4-254-36071-4
- 『山中iPS細胞・ノーベル賞受賞論文を読もう 山中iPS 2つの論文(マウスとヒト)の英和対訳と解説及び将来の実用化展望』（著者:山中伸弥、監修・監訳:西川伸一）（2012年12月1日、一灯舎）ISBN 9784907600198
- 『実験医学増刊(33-2 2015) 再生医療』（編集:岡野栄之 山中伸弥）（2015年1月1日、羊土社）ISBN 9784758103442

一般書籍
- 『iPS細胞ができた! ひろがる人類の夢』（著者:畑中正一 山中伸弥）（2008年5月24日、集英社）OCLC 836140020。ISBN 4-08-781395-9、ISBN 978-4-08-781395-1
  - 『iPS細胞ができた! ひろがる人類の夢』（著者:畑中正一 山中伸弥）（2013年5月17日、集英社 集英社文庫）ISBN 9784087450767
- 『「大発見」の思考法 iPS細胞vs.素粒子』（著者:益川敏英 山中伸弥）（2011年1月20日、文藝春秋 文春新書）OCLC 744258261。ISBN 4-16-660789-8、ISBN 978-4-16-660789-1
- 『山中伸弥先生に、人生とiPS細胞について聞いてみた』（著者:山中伸弥、聞き手:緑慎也）（2012年10月10日、講談社）OCLC 825176667。ISBN 4-06-218016-2、ISBN 978-4-06-218016-0
  - 『山中伸弥先生に、人生とiPS細胞について聞いてみた』（著者:山中伸弥、聞き手:緑慎也）（2016年5月20日、講談社 講談社+α文庫）ISBN 9784062816410
  - 『山中伸弥先生に、人生とiPS細胞について聞いてみた ふりがな付』（著者:山中伸弥、聞き手:緑慎也）（2017年7月21日、講談社 講談社+α新書）ISBN 9784062207676
- 『夢を実現する発想法』（著者:川口淳一郎 山中伸弥）（2013年1月15日、致知出版社）ISBN 9784884749873
- 『iPS細胞の世界 未来を拓く最先端生命科学』（監修:山中伸弥、編著:京都大学iPS細胞研究所）（2013年9月26日、日刊工業新聞社）ISBN 9784526071362
- 『賢く生きるより 辛抱強いバカになれ』（著者:稲盛和夫 山中伸弥）（2014年10月1日、朝日新聞出版）ISBN 9784023313200
  - 『賢く生きるより 辛抱強いバカになれ』（著者:稲盛和夫 山中伸弥）（2017年3月7日、朝日新聞出版 朝日文庫）ISBN 9784022618962
- 『iPS細胞が医療をここまで変える』（監修:山中伸弥、著者:京都大学iPS細胞研究所）（2016年7月1日、PHP研究所 PHP新書）ISBN 9784569830957
- 『「プレゼン」力 未来を変える「伝える」技術』（著者:伊藤穰一 山中伸弥）（2016年9月1日、講談社）ISBN 9784062195638
- 『僕たちが何者でもなかった頃の話をしよう』（著者:山中伸弥 羽生善治 是枝裕和 山極壽一 永田和宏）（2017年2月1日、文藝春秋 文春新書）ISBN 9784166611188
- 『科学知と人文知の接点 iPS細胞研究の倫理的課題を考える』（監修:山中伸弥、編者:京都大学iPS細胞研究所上廣倫理研究部門）（2017年10月1日、弘文堂）ISBN 9784335750175
- 『友情 平尾誠二と山中伸弥「最後の一年」』（著者:山中伸弥 平尾誠二 平尾惠子）（2017年10月5日、講談社）OCLC 1005666041。ISBN 4-06-220827-X、ISBN 978-4-06-220827-7
  - 『友情 平尾誠二と山中伸弥「最後の約束」』（著者:山中伸弥 平尾誠二 平尾惠子）（2021年1月15日、講談社 講談社文庫）ISBN 9784065222669
- 『人間の未来 AIの未来』（著者:山中伸弥 羽生善治）（2018年2月9日、講談社）ISBN 978-4-06-220972-4
- 『走り続ける力』（著者:山中伸弥）（2018年7月25日、毎日新聞出版）ISBN 9784620324975
- 『山中教授の自分を変える練習』（著者:山中伸弥）（2019年3月1日、プレジデント社）ISBN 9784833477741
- 『友情 2 平尾誠二を忘れない』（著者:山中伸弥）（2019年5月24日、講談社）ISBN 9784065161449
- 『山中教授、同級生の小児脳科学者と子育てを語る』（著者:山中伸弥 成田奈緒子）（2021年10月22日、講談社 +α新書）ISBN 9784065259122
- 『挑戦 常識のブレーキをはずせ』（著者:山中伸弥 藤井聡太）（2021年12月8日、講談社）ISBN 978-4-06-526914-5
- 『前人未到』（著者:山中伸弥 藤井聡太）（2023年9月15日、講談社 講談社文庫）ISBN 9784065328750

関連書籍
- 『iPS細胞とはなにか 万能細胞研究の現在』（著者:朝日新聞大阪本社科学医療グループ）（2011年8月20日、講談社 ブルーバックス）ISBN 9784062577274
- 『生命の未来を変えた男 山中伸弥・iPS細胞革命』（編著:NHKスペシャル取材班）（2011年8月29日、文藝春秋）ISBN 9784163741703
  - 『生命の未来を変えた男 山中伸弥・iPS細胞革命』（編著:NHKスペシャル取材班）（2014年4月10日、文藝春秋 文春文庫）ISBN 9784167900823
- 『iPS細胞大革命 ノーベル賞山中伸弥教授は世界をどう変えるか』（著者:朝日新聞科学医療部）（2012年12月7日、朝日新聞出版）ISBN 9784022510518
- 『素顔の山中伸弥 記者が追った2500日』（著者:毎日新聞科学環境部）（2013年10月1日、ナカニシヤ出版）ISBN 9784779508004
- 『iPS細胞を発見！ 山中伸弥物語』（著者:上坂和美）（2017年2月1日、PHP研究所）ISBN 9784569786193
- 『山中伸弥教授が語る 最新iPS細胞 ニュートン別冊』（2018年2月17日、ニュートンプレス）ISBN 9784315520941
- 『山中伸弥 人体を語る NHKスペシャル』（編者:NHKスペシャル「人体」取材班）（2019年1月11日、小学館）ISBN 9784778035402
- 『ブックウィング 山中伸弥とiPS細胞』（著者:ふじもとみさと、絵:黒須高嶺）（2022年5月9日、文研出版）ISBN 9784580824997

## 出演
- NHKスペシャル（NHK総合）
  - 「人体 ミクロの大冒険 プロローグ〜細胞のミラクルワールドへ」（2014年3月29日）
  - 「人体 ミクロの大冒険 第1回〜あなたを創る!細胞のスーパーパワー」（2014年3月30日）[92]
  - 「人体 ミクロの大冒険 第2回〜あなたを変身させる!細胞が出す"魔法の薬"」（2014年4月5日）
  - 「人体 ミクロの大冒険 第3回〜あなたを守る!細胞が老いと戦う」（2014年4月6日）
  - 「シリーズ「人体」神秘の巨大ネットワーク」（2017年9月30日 - 2018年3月25日）※全7集にプロローグと特別番組を加えた全9回
  - 「シリーズ「人体」Ⅱ遺伝子」（2019年4月30日 - 5月12日）※全2集にプロローグを加えた全3回
- サワコの朝（2014年5月24日・2020年6月27日、毎日放送・TBS）
- 第65回NHK紅白歌合戦（2014年12月31日、NHK総合・ラジオ第1）審査員
- 徹子の部屋（テレビ朝日、2015年2月4日、2020年11月13日[93]、2023年11月9日[94]）
- チマタの噺（テレビ東京、2015年4月28日）
- あさイチ（NHK総合、2015年7月31日）
- 櫻LIVE（2015年11月13日）
- 日経スペシャル カンブリア宮殿 なぜ、"手術下手"な医者が、ノーベル賞をとれたのか？ 劇的な「iPS細胞」発見から10年― "夢の医療"最前線（2017年4月13日、テレビ東京）[95]
- タモリ×山中伸弥「驚き!人体解明ヒストリー」(2018年3月31日、NHK総合)
- news zero（日本テレビ・NNN系列、2020年3月5日）[96] news zeroには2022年5月6日にも出演、有働キャスターをiPS細胞研究所内を案内しつつ対談を行った。
- ETV特集「世界を変える“大発見”はこうして生まれた カリコ×山中伸弥」（2021年7月10日、NHK Eテレ）[97]
- ヒューマニエンス「山中伸弥スペシャル iPS細胞と私たち」（2021年10月7日、NHK BSP）[98]
- NHKアカデミア「山中伸弥 生命科学者 "揺るぎない知性"との出会い」（2022年4月26日、NHK Eテレ）[99]

## 演じた俳優
- 滝藤賢一 - ドラマ『友情〜平尾誠二と山中伸弥「最後の一年」〜』（2023年11月11日、テレビ朝日）[100][101]